# العلاقات المغربية الطاجيكستانية
العلاقات المغربية الطاجيكستانية هي العلاقات الثنائية التي تجمع بين المغرب وطاجيكستان.

## مقارنة بين البلدين
هذه مقارنة عامة ومرجعية للدولتين:
| وجه المقارنة                                              | المغرب                                 | طاجيكستان                          |
| --------------------------------------------------------- | -------------------------------------- | ---------------------------------- |
| المساحة (كم2)                                             | 710.85 ألف                             | 143.10 ألف                         |
| عدد السكان (نسمة)                                         | 36.07 مليون                            | 8.92 مليون                         |
| الكثافة السكانية (ن./كم²)                                 | 50.74                                  | 62.33                              |
| العاصمة                                                   | الرباط                                 | دوشنبه                             |
| اللغة الرسمية                                             | اللغة العربية، أمازيغية معيارية مغربية | اللغة الطاجيكية                    |
| العملة                                                    | درهم مغربي                             | ساماني طاجيكي، الروبل الطاجيكستاني |
| الناتج المحلي الإجمالي (بليون دولار)                      | 109.14 مليار                           | 7.15 مليار                         |
| الناتج المحلي الإجمالي (تعادل القوة الشرائية) بليون دولار | 274.06 مليار                           | 24.03 مليار                        |
| الناتج المحلي الإجمالي الاسمي للفرد دولار أمريكي          | 2.88 ألف                               | 925                                |
| الناتج المحلي الإجمالي للفرد دولار أمريكي                 | 7.49 ألف                               | 2.69 ألف                           |
| مؤشر التنمية البشرية                                      | 0.628                                  | 0.624                              |
| رمز المكالمات الدولي                                      | +212                                   | +992                               |
| رمز الإنترنت                                              | .ma                                    | .tj                                |
| المنطقة الزمنية                                           | ت ع م+01:00                            | ت ع م+05:00                        |

## منظمات دولية مشتركة
يشترك البلدان في عضوية مجموعة من المنظمات الدولية، منها:
| علم المنظمة | اسم المنظمة                        | تاريخ انضمام المغرب | تاريخ انضمام طاجيكستان |
| ----------- | ---------------------------------- | ------------------- | ---------------------- |
|             | مؤسسة التنمية الدولية              | 29 ديسمبر 1960      | 4 يونيو 1993           |
|             | مؤسسة التمويل الدولية              | 30 أغسطس 1962       | 2 ديسمبر 1994          |
|             | منظمة حظر الأسلحة الكيميائية       | ?                   | ?                      |
|             | الأمم المتحدة                      | 12 نوفمبر 1956      | 2 مارس 1992            |
|             | الاتحاد الدولي للاتصالات           | 1 نوفمبر 1956       | 28 أبريل 1994          |
|             | منظمة التعاون الإسلامي             | 25 سبتمبر 1969      | ?                      |
|             | منظمة الشرطة الجنائية الدولية      | ?                   | ?                      |
|             | الاتحاد البريدي العالمي            | ?                   | ?                      |
|             | البنك الدولي للإنشاء والتعمير      | 25 أبريل 1958       | 4 يونيو 1993           |
|             | وكالة ضمان الاستثمار متعدد الأطراف | 17 سبتمبر 1992      | 9 ديسمبر 2002          |
|             | يونسكو                             | 7 نوفمبر 1956       | 6 أبريل 1993           |
|             | الفريق المعني برصد الأرض           | ?                   | ?                      |

## وصلات خارجية
- موقع وزارة الخارجية المغربية